# Jezioro Tangjiashan
Jezioro Tangjiashan (chiń.: 唐家山堰塞湖) – największe z jezior osuwiskowych powstałych w Syczuanie po trzęsieniu ziemi w 2008 roku. Gruz i błoto zablokowały bieg rzeki Jian Jiang, której wody rozlały się po okolicy, zagrażając miejscowej ludności.
Nazwa pochodzi od pobliskiej góry Tangjia Shan. 24 maja 2008 poziom wody podniósł się o 2 metry w ciągu jednego dnia, osiągając głębokość 23 metrów. Do 27 maja 2008 ewakuowano więcej niż 100 tys. osób z Mianyang z obawy przed pęknięciem tamy, która chroni pobliskie miejscowości przed zalaniem. 31 maja ta liczba wzrosła do 160  tys.